# Bosques secos del Balsas
Los bosques secos del Balsas son una ecorregión de bosque tropical seco latifoliado ubicada en el oeste y centro de México.

## Geografía
Los bosques secos del Balsas ocupan la cuenca del río Balsas. La ecorregión cubre un área de 62,4 kilómetros cuadrados (24,1 mi²). El Valle de Balsas y los bosques secos de Balsas se extienden de este a oeste entre las cordilleras del Eje Neovolcánico al norte y la Sierra Madre al sur.
La ecorregión de bosques secos del Balsas se extiende por partes de los estados de Michoacán, Guerrero, Estado de México, Morelos, Puebla y Oaxaca.

### Ecorregiones circundantes
Las montañas circundantes albergan bosques de pino-encino: los bosques de pino y encino del Cinturón Volcánico Transmexico al norte y noroeste, los bosques de pino y encino de la Sierra Madre del Sur al sur y los bosques de pino y encino de la Sierra Madre de Oaxaca. hacia el este. El matorral xerófilo del Valle de Tehuacán se encuentra al noreste. Los bosques secos de Balsas se encuentran con los bosques secos costeros del Pacífico Sur donde el Balsas atraviesa la Sierra Madre del Sur en su camino hacia el Océano Pacífico.

## Clima
El clima de los bosques secos del Balsas son tropical y subhúmedo. Las precipitaciones son inferiores a 120 centímetros (47 pulgadas) anuales y estacionales, con una estación seca que puede durar hasta ocho meses.

## Flora
Las comunidades vegetales incluyen bosque tropical caducifolio (selva baja caducifolia o bosque tropical caducifolio) y bosque espinoso, con bosque tropical semicaduco (selva mediana subcaducifolia o subperennifolia) en drenajes y otras áreas con suelos más profundos y más humedad del suelo.
Los árboles característicos incluyen varias especies de Bursera —Bursera longipes, B. morelensis, B.odorata, etc.— comúnmente conocidas como palo mulato; bursera fragante (Bursera fagaroides) y chupandra (Cyrtocarpa procera). Otros árboles comunes incluyen el pochote (Ceiba parvifolia), el brasiletto o palo de campeche mexicano (Haematoxylum brasiletto), la Lysiloma microphylla y el cazahuate (Ipomoea murucoides). Los cactus son comunes, incluidas las especies de Pachycereus y Cephalocereus.
La capa herbácea es generalmente escasa, con Bouteloua curtipendula, Bouteloua barbata var. rothrockii e Hilaria semplei.
Los bosques secos de Balsas comparten muchas especies con los bosques secos costeros del Pacífico de México. Muchas especies de plantas son endémicas de la ecorregión. Alrededor del 45 % de las especies de un sitio en Cañón del Zopilote, Guerrero, y el 30 % de las especies de un sitio en Infiernillo, Michoacán se encuentran sólo en la cuenca del Balsas. Aproximadamente la mitad de las 45 especies de Bursera que se encuentran en la ecorregión son endémicas. La ecorregión también alberga diversas especies de Brongniartia, Desmodium, Ipomoea y Mammillaria.

## Fauna
Entre los mamíferos autóctonos se encuentran el jaguar (Panthera onca), el jaguarundi (Herpailurus yagouaroundi), el ocelote (Leopardus pardalis), el pecarí de collar (Dicotyles tajacu), el coyote (Canis latrans), el zorro gris (Urocyon cinereoargenteus), el coatí de nariz blanca (Nasua narica), el ratón de bolsillo sedoso (Perognathus flavus), el myotis de California (Myotis californicus), el myotis de patas largas (Myotis volans) y el murciélago amarillo occidental (Dasypterus xanthinus).
El búho chillón del Balsas (Megascops seductus), la codorniz anillada (Philortyx fasciatus), el gorrión de pecho negro (Peucaea humeralis) y el colibrí oscuro (Cynanthus sordidus) son especies de aves casi endémicas.
Partes de la ecorregión forman parte de varias Áreas importantes para la conservación de las aves, como la Sierra de Taxco-Nevado de Toluca, el Cañón del Zopilote, el Valle de Tehuacán-Cuicatlán, el Cañón de Lobos, la Sierra de Huautla y Papalutla-Tecaballo.

## Áreas protegidas
El 10.9 % de la ecorregión se encuentra en áreas protegidas. Balsas dry forests | DOPA Explorer (europa.eu) Una evaluación de 2017 encontró que 1451 km², o el 4 %, de la ecorregión estaba protegida.
Las áreas protegidas incluyen:
- Área de Protección de Flora y Fauna Boquerón de Tonalá
- Área de Protección de Flora y Fauna Corredor Biológico Chichinautzin
- Parque Nacional El Tepozteco
- Parque nacional Grutas de Cacahuamilpa
- Reserva de la Biosfera Sierra de Huautla
- Parque Natural Sierra de Nanchititla
- Reserva de la biosfera Tehuacán-Cuicatlán
- Reserva de la Biosfera Zicuirán-Infiernillo